# 6e division d'infanterie marocaine
Pour les articles homonymes, voir 6e division.
Cet article court présente un sujet plus développé dans : Armée française de la Libération et Liste des divisions françaises de la Seconde Guerre mondiale.
La 6e division d'infanterie marocaine est une unité militaire française de la Seconde Guerre mondiale. Elle est créée le 16 juillet 1943 à partir d'éléments de la division de Casablanca. Mais si les hommes sont disponibles en nombres suffisants, l'Armée manque d'unités de soutien logistique et les États-Unis refusent d'équiper des unités supplémentaires. La division est donc dissoute le 15 septembre 1943, sans même avoir reçu un commandant.